# 圣母加冕主教座堂
圣母加冕主教座堂（Cathedral of St. Mary the Crowned），是直布罗陀的一座罗马天主教大教堂。为天主教直布罗陀教区天主教信仰的中心。该教堂始建于1462年。之后该教堂逐渐损毁。1810年，该教堂重建。